# Elnur Zamanov
Elnur Zamanov (17 maggio 1981) è un giocatore di calcio a 5 azero.

## Carriera
Zamanov ha disputato la Coppa del Mondo 2016 e due edizioni del campionato europeo con la Nazionale maschile di calcio a 5 dell'Azerbaigian.